# P'UNK～EN～CIEL
P'UNK~EN~CIEL，是由彩虹乐团的成员所組成，與原本樂團的差別在於每個人擔任的位置不同。在2004年开始活动。以庞克搖滾的方式重新編曲彩虹乐团过去的作品。另外，"P'UNK青木"是由日本的电视节目 "音乐战士 music fighter" 的计划参加、且被邀請参加 "Round and Round 2005"。所擔任的部份是键盘和合唱。

## 成员
- HYDE P'UNK（吉他手）
- TETSU P'UNK（主唱）
- YUKI P'UNK（貝斯手）
- KEN P'UNK（鼓手）

## 作品列表
- 《milky way》（收錄於 自由への招待）
- 《Round and Round 2005》（收錄於 Killing Me）
- 《Round and Round 2005 feat. P'UNK 青木》（收錄於 Killing Me）
- 《花葬 平成十七年》（收錄於 New World）
- 《HEAVEN'S DRIVE 2005》（收錄於 叙情詩）
- 《Promised land 2005》（收錄於 Link）
- 《HONEY 2007》（收錄於 SEVENTH HEAVEN）
- 《Feeling Fine 2007》（收錄於 MY HEART DRAWS A DREAM）
- 《夏の憂鬱 [SEA IN BLOOD 2007]》（收錄於 DAYBREAK'S BELL）
- 《I Wish 2007》（收錄於 Hurry Xmas）
- 《Dune 2008》（收錄於 DRINK IT DOWN）
- 《ROUTE666 -2010-》（收錄於 BLESS）
- 《metropolis -2011- 》（收錄於 GOOD LUCK MY WAY）